# Parc national de la Sierra Nevada (Espagne)
Pour les articles homonymes, voir Sierra Nevada.
Le parc national de la Sierra Nevada (Parque nacional de Sierra Nevada, en espagnol) est un parc national situé dans la communauté autonome d'Andalousie, en Espagne.
D'une superficie de 858,83 km2, il protège une moitié de la chaîne de montagnes, et demeure le plus grand parc national espagnol jusqu'à l'extension du parc national de l'Archipel de Cabrera en 2019.
Le parc est également une réserve de biosphère, reconnue par l'Unesco depuis 1986.

## Description
On compte plus de 20 sommets de plus de 3 000 mètres, les plus hauts étant le Mulhacén (3479 m) le point culminant de l'Espagne continentale, le Veleta (3396 m) et l'Alcazaba (3371 m). On dénombre aussi 50 lacs de haute montagne, dont beaucoup sont également les sources de ruisseaux et de rivières. En raison de son emplacement isolé à l’extrême sud de l’Europe, la flore et la faune de la Sierra Nevada sont uniques. En 2011, 2 100 espèces végétales avaient été cataloguées dans le parc, dont 116 étaient classées comme menacées et plus de 60 d’entre elles étaient considérées comme uniques à la région (endémiques).

## Faune
Parmi les espèces présentes dans le parc figurent une population florissante de bouquetins ibériques, le chamois, le daim, la fouine, la genette, le chat sauvage, la loutre, le sanglier, le cerf le blaireau et le renard. Les espèces d’oiseaux indigènes comprennent l’aigle royal, l’aigle de Bonelli, la crécerelle commune, le hibou petit duc, le chardonneret d’Europe, le serin, l’ortolan, la paruline des ruisseaux et la caille commune.

## Galerie

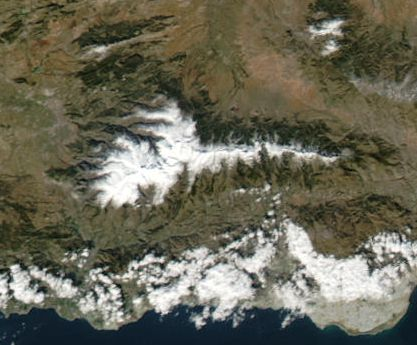
Image satellite de la Sierra Nevada.
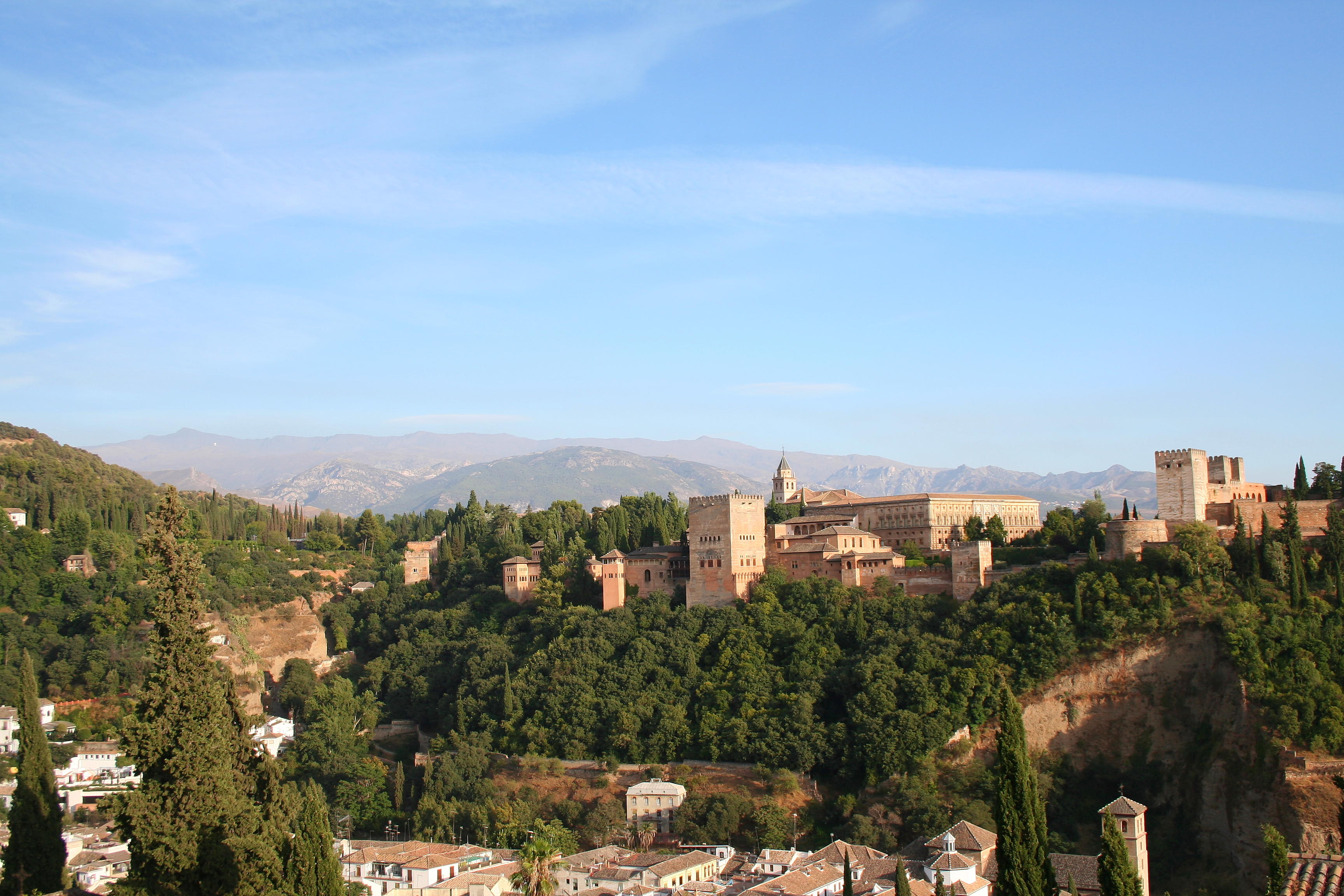
Vue de la Sierra Nevada et de l'Alhambra depuis Grenade.
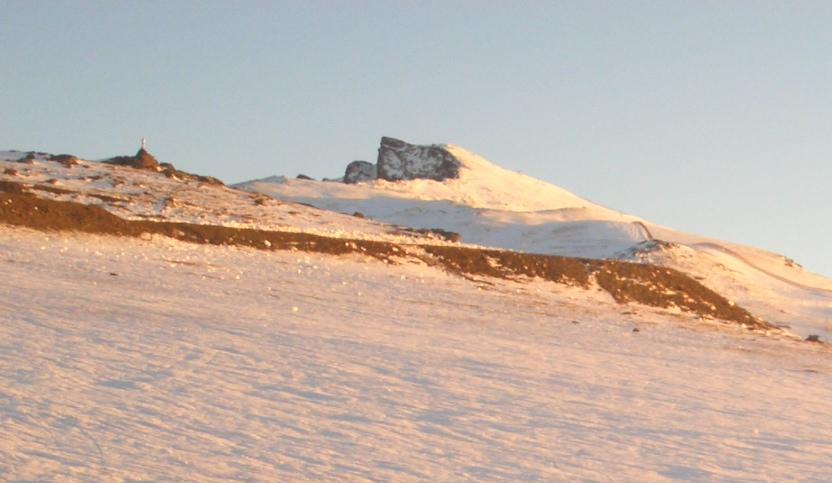
Le pic Veleta depuis la Hoya de la Mora.
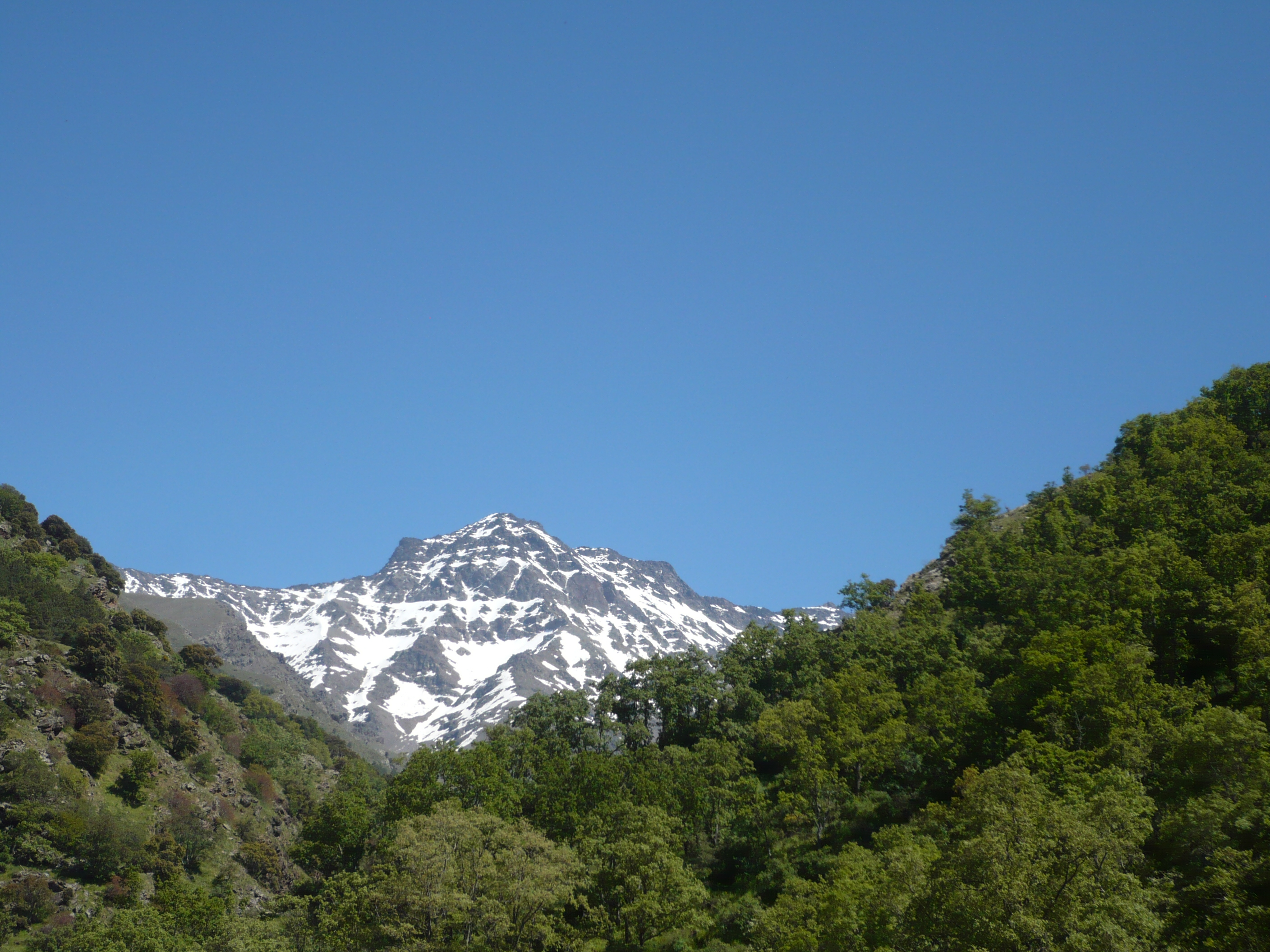
Vue de la Sierra Nevada depuis la Vereda de la Estrella.